# Calungbungur
Calungbungur is een bestuurslaag in het regentschap Lebak van de provincie Banten, Indonesië. Calungbungur telt 2678 inwoners (volkstelling 2010).